# Florence Howe
Florence Rosenfeld Howe (Nueva York, 17 de marzo de 1929-Ib., 12 de septiembre de 2020) fue una escritora, educadora e historiadora estadounidense, considerada una de las líderes del movimiento feminista contemporáneo.
Fue la fundadora de The Feminist Press –Prensa Femenina– una organización literaria, creada en Baltimore cuando era docente en Old Westbury con el fin de divulgar la justicia social.

## Biografía

### Primeros años y educación
Florence nació en Brooklyn, Nueva York, el 17 de marzo de 1929, hija de Samuel y Frances Stilly Rosenfeld. Su madre, dueña de una importante colección de libros, la animó a convertirse en educadora.
En 1946, con dieciséis años, ingresó en el Hunter College High School. Fue una de las primeras mujeres de Brooklyn en ingresar en la institución. En 1949 fue nombrada miembro de la sociedad de honor académica Phi Beta Kappa. Varios de sus miembros la motivaron para que estudiara literatura y fuese educadora. Luego de graduarse en lengua inglesa en 1950 del Hunter College, Howe ingresó en el Smith College y obtuvo una maestría en inglés en 1951. Obtuvo un doctorado honorario por parte de la Universidad DePauw en 1987.

### Carrera
Inicialmente fue docente de una población de niños de color en Misisipi durante 1964 y presidió la Asociación de Lenguaje Moderno. En 1967, fue parte de una protesta pública en la que se pretendía el no pago de impuestos como medida de protesta ante la Guerra de Vietnam. Howe fundó la Feminist Press en 1970, una organización educativa sin ánimo de lucro fundada para promover los derechos de las mujeres y ampliar las perspectivas feministas. La editorial publicó tres libros.

### Últimos años, fallecimiento y legado
Fue diagnosticada de la enfermedad de Parkinson en 2017. Falleció el 12 de septiembre de 2020 en Manhattan, Nueva York, donde residía.
El Premio Florence Howe entregado por la WCML (Asamblea de Mujeres para las Lenguas Modernas) fue nombrado en su honor.

### Libros
- Howe, Florence; Ahlum, Carol (1970). Female studies: collected by the Commission on the Status of Women of the Modern Language Association. Pittsburgh: Know Inc. ISBN 9780912786025.
- Howe, Florence; Lauter, Paul (1970). The conspiracy of the young. Nueva York: World Publishing Co. OCLC 106506.
- Howe, Florence (1993) [1973]. No more masks!: an anthology of twentieth-century American women poets. Nueva York: Harper Perennial. ISBN 9780060552626.
- Howe, Florence (1975). Women and the power to change. New York: McGraw-Hill Education. ISBN 9780070101241.
- Howe, Florence (1977). Seven years later: women's studies programs in 1976: a report of the National Advisory Council on Women's Educational Programs. Washington D.C.: National Advisory Council on Women's Educational Programs. OCLC 4188651.
- Howe, Florence; Lauter, Paul (1978). The women's movement: impact on the campus and curriculum. Washington D.C.: American Association for Higher Education. OCLC 4261912.
- Howe, Florence; Hoffman, Nancy (1979). Women working: an anthology of stories and poems. Old Westbury, Nueva York: The Feminist Press. ISBN 9780912670577.
- Howe, Florence; Lauter, Paul (1980). The impact of women's studies on the campus and the disciplines. Washington D.C.: U.S. Department of Health, Education, and Welfare, National Institute of Education, Program on Teaching and Learning. OCLC 6766027.
- Howe, Florence; Howard, Suzanne; Boehm Strauss, Mary Jo (1982). Everywoman's guide to colleges and universities: an educational project of the Feminist Press. Old Westbury, Nueva York: The Feminist Press. ISBN 9780935312096.
- Howe, Florence (1984). Myths of coeducation: selected essays, 1964-1983. Bloomington, Indiana: Indiana University Press. ISBN 9780253203397.
- Howe, Florence; Saxton, Marsha (1987). With wings: an anthology of literature by and about women with disabilities. Nueva York: The Feminist Press. ISBN 9780935312614.
- Howe, Florence; Faragher, John Mack (1988). Women and higher education in American history: essays from the Mount Holyoke College Sesquicentennial Symposia. Nueva York: W. W. Norton & Company. ISBN 9780393025019.
- Howe, Florence (1991). Tradition and the talents of women. Urbana, Illinois: University of Illinois Press. ISBN 9780252016851.
- Howe, Florence; Casella, Jean (2000). Almost touching the skies: women's coming of age stories. Nueva York: The Feminist Press. ISBN 9781558612341. edición de aniversario.
- Howe, Florence (2000). The politics of women's studies: testimony from thirty founding mothers. Nueva York: The Feminist Press. ISBN 9781558612419. Introducción por Mari Jo Buhle
- Howe, Florence (2011). A life in motion. Nueva York: The Feminist Press. ISBN 9781558616974.

### Capítulos en libros
- Howe, Florence (2000), «Learning from teaching»,  en Howe, Florence, ed., The politics of women's studies: testimony from thirty founding mothers, Nueva York: The Feminist Press, pp. 3-15, ISBN 9781558612419.. Introducción por Mari Jo Buhle.